# Луис Рафаэль I Сако
Луис Рафаэль I Сако (арам. ܠܘܝܣ ܪܘܦܐܝܠ ܩܕܡܝܐ ܣܟܘ, араб. لويس روفائيل الأول ساكو‎; род. 4 июля 1948, Заху, Ирак) — иракский кардинал. Архиепископ Киркука Халдейской католической церкви с 24 октября 2002 по 1 февраля 2013. Патриарх Вавилона Халдейского и архиепископ Багдадский с 1 февраля 2013. Кардинал-патриарх с 28 июня 2018.

## Ранний период жизни и становление архиепископом
Луис Сако родился 4 июля 1948 года в городе Мосул, Ирак. После рукоположения в священника, которое состоялось 1 июня 1974 года, обучался в Париже и Риме. Получив научную степень лицензиата в области исламских исследований, вернулся в Ирак и был ректором в семинарии Халдейской католической церкви.
27 сентября 2003 года после своего избрания на совете епископов халдейской католической церкви 24 октября 2002 года и последующего подтверждения он был рукоположен в архиепископа Халдейской католической церкви Киркука. Сако, прежде чем он был посвящён в сан епископа, потребовал увидеть президента Саддама Хусейна, так как иракское правительство отказало ему преподавать религию. Саддам отклонил его просьбу, но священнослужитель ответил на это обучением в докторантуре. После этого правительство предоставило ему соответствующую лицензию на преподавание религии.
24 октября 2002 года Римский папа Иоанн Павел II назначил Луиса Сако архиепископом Киркука. 14 ноября 2003 года Луис Сако был рукоположён в епископа.
В 2004 году Луис Сакко был назначен советником Папского совета по межрелигиозному диалогу.
В августе 2009 года, в начале Рамадана, Сако, наряду с другими религиозными лидерами в Киркуке, разослал обращение призывающее к национальному миру, примирению и прекращению насилия. Архиепископ Сако объяснил это как «жест близости к нашим братьям-мусульманам». "Мы все братья, сыновья одного Бога, и мы должны уважать и сотрудничать на благо народа и нашей страны, так как Ираку необходимы примирение и диалог, " — сказал Сако. Среди участников были представители Али Систани и Муктады ас-Садра. Сако заявил, что он пойдет против вековой традиции ношения традиционного халдейского головного убора «шаш».
Луис Сакко неоднократно выступал против присутствия американских войск в Ираке.

## Деятельность в качестве Патриарха
Совет епископов Халдейской католической церкви, созванный в Риме 28 января 2013 года, избрал Сако Патриархом Вавилона после отставки его предшественника Делли Эммануэля III по возрастной причине. Сако выбрал себе имя Луис Рафаил I после избрания на должность.
1 февраля 2013 года, Папа Бенедикт XVI предоставил ему «ecclesiastica communio» (церковное общение), который лидеры восточного обряда католических церквей считают признаком своего единства с Католической церковью. Патриарх Луи Рафаэль I Сако знает сирийский, немецкий, французский, английский, итальянский и арабский языки.
В июле 2014 года Сако осудил суннитских исламистов, которые требовали от христиан либо принять ислам, либо оплатить религиозный сбор или принять смерть от меча. В Ватикане, Папа Римский Франциск осудил гонение христиан в самом месте рождения их веры, а Генеральный секретарь ООН Пан Ги Мун заявил, что действия Исламского государства представляют собой преступление против человечества. Сотни христианских семей покинули Мосул ещё до субботнего ультиматума. Многие из них лишены своих владений, что им пришлось оставить во время поисков убежища. В данный момент эти люди — остатки сообщества, начало формирования которого уходит в самые ранние годы зарождения христианства в Мосуле.

## Кардинал
20 мая 2018 года папа римский Франциск объявил, что 14 прелатов будут возведены в достоинство кардиналов на консистории от 28 июня 2018 года, среди которых было названо имя и патриарха Луиса Рафаэля Сако.

## Награды
В 2008 году Сако был награждён наградой «Defensor Fidei» (защитник веры). В 2010 году Луис Сакко был награждён премией мира католического движения Pax Christi за многолетнюю деятельность по установлению в Киркуке межрелигиозного мира.